# O Gud, du skänkt mig barn
O Gud, du skänkt mig barn är en psalm med text skriven av Gudmund Jöran Adlerbeth.

## Publicerad i
- 1819 års psalmbok som nr 340 under rubriken "Makar, föräldrar, barn".[1]